# Peta Sergeant
 (avril 2017).
Si vous disposez d'ouvrages ou d'articles de référence ou si vous connaissez des sites web de qualité traitant du thème abordé ici, merci de compléter l'article en donnant les références utiles à sa vérifiabilité et en les liant à la section « Notes et références ».
Pour les articles homonymes, voir Sergeant.
Peta Sergeant, née en 1980 sur l'Île de Penang en Malaisie, est une actrice australienne.
Elle est avant tout connue pour son rôle principal dans la série de télévision australienne Satisfaction.

## Biographie
Nicole Peta Sergeant est née sur l'Île de Penang en Malaisie. Son père, d'origine irlando-australienne, a grandi dans une ferme du sud de l'Australie et a rejoint, jeune homme, la RAAF. Il rencontra la mère de Peta alors qu'il était stationné à la base aérienne de Butterworth. La famille s'est installée en Australie quand Peta était encore petite fille.
Elle est diplômée de l'Institut national d'art dramatique d'Australie.
Peta Sergeant s'est mariée avec l'acteur Rohan Nichol en 2008.
En 2010, elle reçoit une bourse spéciale des Mike Walsh Fellowships (en).

### Carrière
Outre Satisfaction, ses crédits télévisés incluent la série télévisée All Saints, Winners & Losers, Last Man Standing, Jeopardy et Canal Road. Les films incluent George de la jungle 2, Patrick et The Bet. Les critiques ont acclamé son jeu d'une femme en fuite dans la pièce Savage River de Steve Rodgers, avec la Griffin Theatre Company (en).
Peta a reçu l'éloge d’« une performance exceptionnelle, dans une excellente distribution » dans Thrall de Sue Smith. Elle joue le rôle de Nina Cruz dans une production faite par la Melbourne Theatre Company de All About My Mother, une adaptation pour la scène du film Tout sur ma mère de Pedro Almodóvar, mise en scène par Simon Phillips. En 2012, elle joue dans Iron Sky le rôle de Vivian Wagner, la conseillère de campagne d'une présidente des États-Unis ressemblant à Sarah Palin, et qui devient plus tard générale sur le navire de guerre interplanétaire américain George W. Bush.
En 2013, elle joue l'infirmière William dans Patrick. En 2014, elle joue le Jabberwocky dans Once Upon a Time in Wonderland, et Francesca Guerrera dans The Originals. Dans le téléfilm la Maison de Hancock de 2015, Peta joue Rose Porteous.

## Filmographie

### Comme actrice
- 2001 : Headland (série télévisée) : Nicole
- 2001-2002 : BeastMaster (série télévisée) : le démon Yamira (2 épisodes)
- 2003 : George de la jungle 2 : la femme séduisante
- 2005 : Jeopardy (série télévisée) : Dr Sharpe (3 épisodes)
- 2005 : Last Man Standing (en) (série télévisée) : Janessa (4 épisodes)
- 2006 : The Bet : Lila
- 2006 : Two Twisted (série télévisée) : Isabelle Dempsey
- 2005-2006 : Headland (série télévisée) : Rachael (10 épisodes)
- 2006-2007 : All Saints (série télévisée) : Bianca Frost (6 épisodes)
- 2008 : Canal Road (série télévisée) : Holly Chong (13 épisodes)
- 2009 : The Selection (téléfilm) : Gaia Woods
- 2007-2009 : Satisfaction (série télévisée) : Heather (20 épisodes)
- 2009 : Early Checkout (court métrage) : The Body
- 2010 : Kanowna (court métrage) : Osarno
- 2010 : Litost (court métrage) : Anita
- 2012 : Iron Sky : Vivian Wagner
- 2012 : Alphamum01 (court métrage) : Alphamum01
- 2012 : Winners & Losers (série télévisée) : Cat Johnson (8 épisodes)
- 2012 : Crawlspace : Wiki
- 2012 : The Selection (téléfilm) : commander Gaia Woods
- 2013 : Patrick : infirmière Williams
- 2014 : Once Upon a Time in Wonderland (série télévisée) : The Jabberwocky (5 épisodes)
- 2014 : Up a Tree (court métrage) : Sarah / Rachel
- 2014 : The Originals (série télévisée) Francesca Guerrera : (6 épisodes)
- 2015 : House of Hancock (mini-série) : Rose Lacson (2 épisodes)
- 2018 : American Woman (série télévisée) : Hannah
- 2018 : Castle Rock (série télévisée) : Angela (2 épisodes)
- 2017-2018 : Snowfall (série télévisée) : Julia (7 épisodes)
- 2019 : Heavenquest: A Pilgrim's Progress : Ezera
- 2022 : Supergirl (série télévisée) : Nyxly [12]

### Comme réalisatrice
- 2010 : Litost (court métrage)

### Comme scénariste
- 2010 : Litost (court métrage)

### Comme productrice
- 2010 : Litost (court métrage)